# حسين عبد الرحمن
حسين عبد الرحمن (مواليد 31 أكتوبر 1994، لاعب كرة قدم إماراتي يجيد اللعب كلاعب وسط مع نادي الجزيرة الحمراء.
مثل نادي دبي و صعد للفريق الأول عام 2013 و إنتقل إلى نادي عجمان عام 2017 و انتقل إلى نادي الجزيرة الحمراء في عام 2024.